# ダルウィン・マチス
ダルウィン・ダニエル・マチス・マルカーノ（Darwin Daniel Machis Marcano   ,   1993年2月7日 - ）は、ベネズエラ・デルタアマクロ州出身のサッカー選手。ベネズエラ代表。レアル・バリャドリード所属。ポジションはFW。

## 経歴
2011年8月にベネズエラ・プリメーラ・ディビシオンのミネロス・デ・グアヤナでプロデビュー。プロ1年目の2011-12シーズンに28試合の出場で8得点を記録し、当時18歳でベネズエラ代表に選出されるなど、"超新星FW" として注目された。
2012年7月、イタリアのウディネーゼ・カルチョに移籍 した後、提携チームにあたるスペインのグラナダCFと5年契約を締結。8月20日のラーヨ・バジェカーノ戦でリーガデビューを飾るも、チームに馴染めず、2013年1月にヴィトーリアSCにローン移籍して以降は、あらゆるチームとローン移籍を繰り返すシーズンが続く。
2015年8月6日、セグンダ・ディビシオンのSDウエスカにローン移籍で加入。2015-16シーズンは38試合の出場で9得点を記録し、渡欧後自己最高のシーズンを送った。
2016年8月16日、プリメーラ・ディビシオンに昇格したCDレガネスにローン移籍での加入が決定した。
2018年7月18日、ウディネーゼ・カルチョに移籍した。
2019年7月28日、グラナダCFへの復帰が決まり、4年契約を締結した。
2023年1月19日、レアル・バリャドリードに移籍し、3年半契約を結んだ。

## ベネズエラ代表
2011年12月にベネズエラ代表に初招集され、22日のコスタリカ代表戦で代表デビューを飾った ものの、渡欧後の不振もあり、しばらくはフル代表に招集されていなかった。
2018年9月7日のコロンビア代表との親善試合で代表初ゴールを挙げたが、チームは1-2の逆転負けを喫した。同年11月にはキリンチャレンジカップ2018に招聘され、来日を果たしている。
2019年6月22日のコパ・アメリカ2019グループリーグのボリビア戦では2ゴールを決め、3-1の勝利に導き、決勝トーナメント進出に導いた。